# Hotel Sessions
A Hotel Sessions Olivia Newton-John 2014-ben megjelent EP kiadványa, melyen öt, 2001 és 2011 között rögzített demófelvétel, valamint két 2014-es dance remix található.

## A felvételek készítéséről
A dalok rögzítésének idején Olivia a kaliforniai Malibuban, majd a floridai Jupiterben élt, de rendszeresen visszatért az ausztráliai Melbourne városába, ahol gyerekkorát, majd fiatal éveit töltötte, mielőtt 1966-ban Londonba, majd onnan 1974-ben Los Angelesbe költözött. Az EP album demo felvételei ilyen melbourne-i látogatások alkalmával, a szállodai szobákban készültek, teljesen akusztikus körülmények között.
Kiadása 2014 áprilisában történt, amikor Olivia a Las Vegas-i Flamingo hotel-kaszinóban, 2015 őszéig tartott koncertsorozata kezdődött. A kezdeti időben csak a koncertlátogatók vásárolhatták, de később a CD és letölthető változatot mások számára is elérhetővé tették.
Producere Brett Goldsmith zenész, fotós, producer, Olivia unokaöccse.

## Dalok
1. Ordinary Life
2. Best of My Love
3. End in Peace
4. Bow River
5. Broken Wings
6. Broken Wings (Dance DayBeat remix)
7. Best of My Éove (Dance DayBeat remix)